# 佐久間宣行の東京ドリームエンターテインメント
『佐久間宣行の東京ドリームエンターテインメント』（さくまのぶゆきのとうきょうどりーむえんたーていんめんと）は、テレビ東京プロデューサーの佐久間宣行がパーソナリティを務めたニッポン放送の特別番組である。

## 概要
2019年4月から放送が始まった『佐久間宣行のオールナイトニッポン0(ZERO)』において、自身がプロデューサーであるテレビ東京系『青春高校3年C組』の生徒からなる“女子アイドル部”がメジャーデビューしたことを受け、番組プロデューサーとしてニッポン放送に彼女たちの冠番組の提案をしたところ、「週間チャートで3位以内に入ること」、「3位以内に入らなかったら、次の『佐久間宣行のオールナイトニッポン0(ZERO)』のスペシャルウィークに、大物ゲストを何人かブッキングしてください」という条件を課せられた。
結果、週間チャートは7位に終わり、その翌週の放送で4夜連続の特別番組のパーソナリティに抜てきされたことを発表した。
Twitterのハッシュタグは「#東京ドリエン」。

## ゲスト出演者
2020年
- 2月18日 - 山本圭壱（極楽とんぼ）、EXIT
- 2月19日 - 秋元康、飯塚悟志（東京03）、ハナコ
- 2月20日 - 東野幸治、ティモンディ
- 2月21日 - 森本晋太郎（トンツカタン）、フワちゃん、春日俊彰（オードリー）、小宮浩信（三四郎）

2022年
- 6月13日 - 東野幸治、黒沢かずこ（森三中）、花澤香菜

## スタッフ
- チーフディレクター - 石井玄
- チーフ作家 - 福田卓也